# 交響曲第6番 (チャイコフスキー)
交響曲第6番ロ短調 作品74は、ピョートル・チャイコフスキーが作曲した6番目の番号付き交響曲であり、彼が完成させた最後の交響曲。『悲愴』（ひそう）という副題で知られる。

## 概要

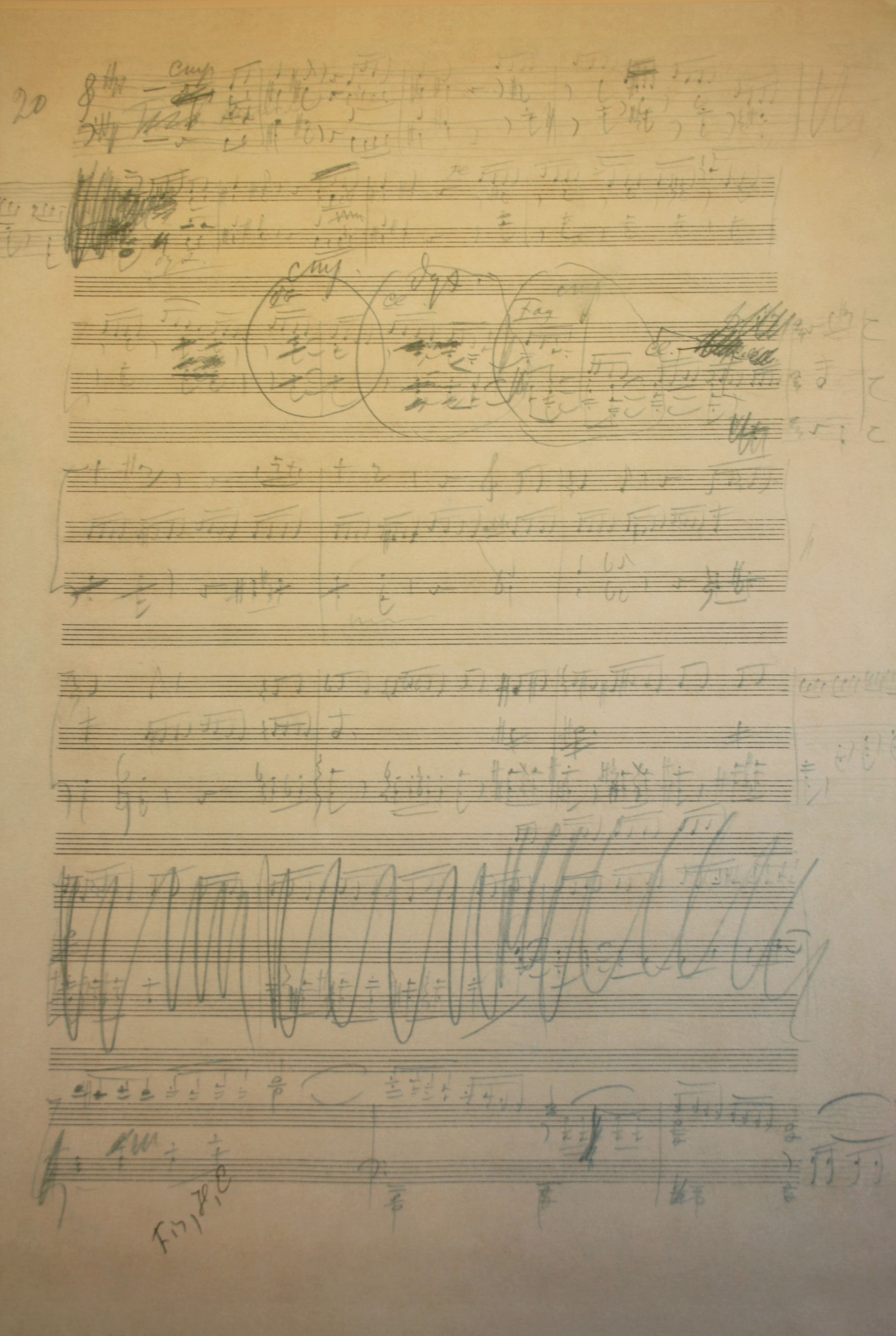
交響曲第6番「悲愴」の下書き（スケッチ）

チャイコフスキー最後の大作であり、その独創的な終楽章をはじめ、彼が切り開いた独自の境地が示され、19世紀後半の代表的交響曲のひとつとして高く評価されている。

副題については、弟モデストが1893年の初演の翌日に自身が「悲劇的」という表題を提案したが、作曲者はこれを否定し、次に弟が口にした「悲愴」という言葉に同意したと伝えているが、少なくとも初演の翌日に決めたというモデストの証言は創作である。実際は自筆譜、楽譜の出版をしていたピョートル・ユルゲンソンが、チャイコフスキーに宛てた1893年9月20日（グレゴリオ暦では10月2日。以下特記なき日付はロシア帝国が使用していたユリウス暦）付の手紙により、曲が完成した直後の9月には、作曲者自身とユルゲンソンがこの交響曲を『悲愴』と呼んでいたことが分かっている。
“Pathétique（悲愴）”のタイトル表記と、献呈対象の『W. ダヴィドフ』を 'Davidoff' にするか 'Dawidow' にするか、どちらにすべきでしょうか？
また初演のプログラムに副題は掲載されていないが、チャイコフスキーは改めてユルゲンソンに初演の2日後の10月18日（グレゴリオ暦では10月30日）に送った手紙で「悲愴交響曲（Simphonie Pathétique）」という副題をつけて出版することを指示している。
この交響曲のタイトルページに次のように書いてください。
ウラディミール・リヴォヴィチ・ダヴィドフに
悲愴交響曲
（第6番）
作品番号???
P.チャイコフスキー作曲
間に合えばいいのですが！　この交響曲で妙なできごとがありまして、問題というほどではないですがちょっと戸惑っています。私自身はこれまでのどの作品よりもこれを誇りに思っていますし、土曜日にモスクワに行きますので相談しましょう。お元気で。

P.チャイコフスキー（原文ロシア語）
モデストはこの曲のテーマとしていくつかの証言を残しているが、作曲者自身は「人生について」としか語っていない。リムスキー＝コルサコフの回想によれば、初演の際、演奏会の休憩中にチャイコフスキーにその点を確かめてみた時には「今は言えないな」と答えたと言う。

チャイコフスキー自身は世評を気にしがちなタイプだったが、ことこの曲については最終楽章にゆっくりとした楽章を置くなどの独創性を自ら讃え、初演後は周りの人々に「この曲は、私の全ての作品の中で最高の出来栄えだ」と語るほどの自信作だった。その自信は初演の1カ月ほど前にロシア大公コンスタンチン・コンスタンチノヴィチに宛てた手紙（1893年9月21日付）でもはっきりと書かれている。
私はこの交響曲に魂のすべてを注ぎこみました……。（中略）形式としては独創性を示しており、フィナーレは普通よくあるアレグロではなく、アダージョのテンポで書いています。
チャイコフスキーの又甥のゲオルギイ・カルツォーフの妻で歌手であり、作品47が献呈されているアレクサンドラ・V・パナーエワ＝カルツォーワの回想録「P・I・チャイコフスキイの思い出」には、チャイコフスキーが本作の初演後、従姉妹のアンナ・ペトローヴナ・メルクリングを家まで送る道中、アンナ・ペトローヴナに対して「新作の交響曲が何を表現しているか分かったか」と尋ね、彼女が「あなたは自分の人生を描いたのではないか」と答えたところ「図星だよ」と言ってチャイコフスキーは喜んだと記している。チャイコフスキーはアンナ・ペトローヴナに対して「第1楽章は幼年時代と音楽への漠然とした欲求、第2楽章は青春時代と上流社会の楽しい生活、第3楽章は生活との闘いと名声の獲得、最終楽章は〈De profundis（深淵より）〉さ。人はこれで全てを終える。でも僕にとってはこれはまだ先のことだ。僕は身のうちに多くのエネルギー、多くの創造力を感じている。（中略）僕にはもっと良いものを創造できるのがわかる」と話したと述懐している。

## 作曲の経緯・初演

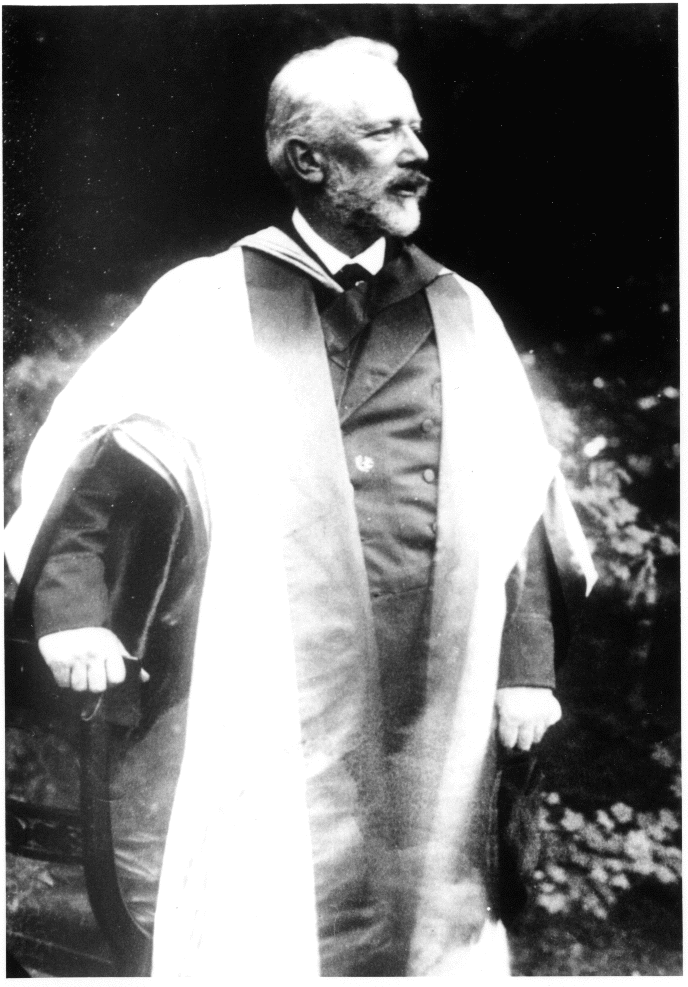
博士ガウンを身に纏ったチャイコフスキー《1893年6月、ケンブリッジ大学にて》

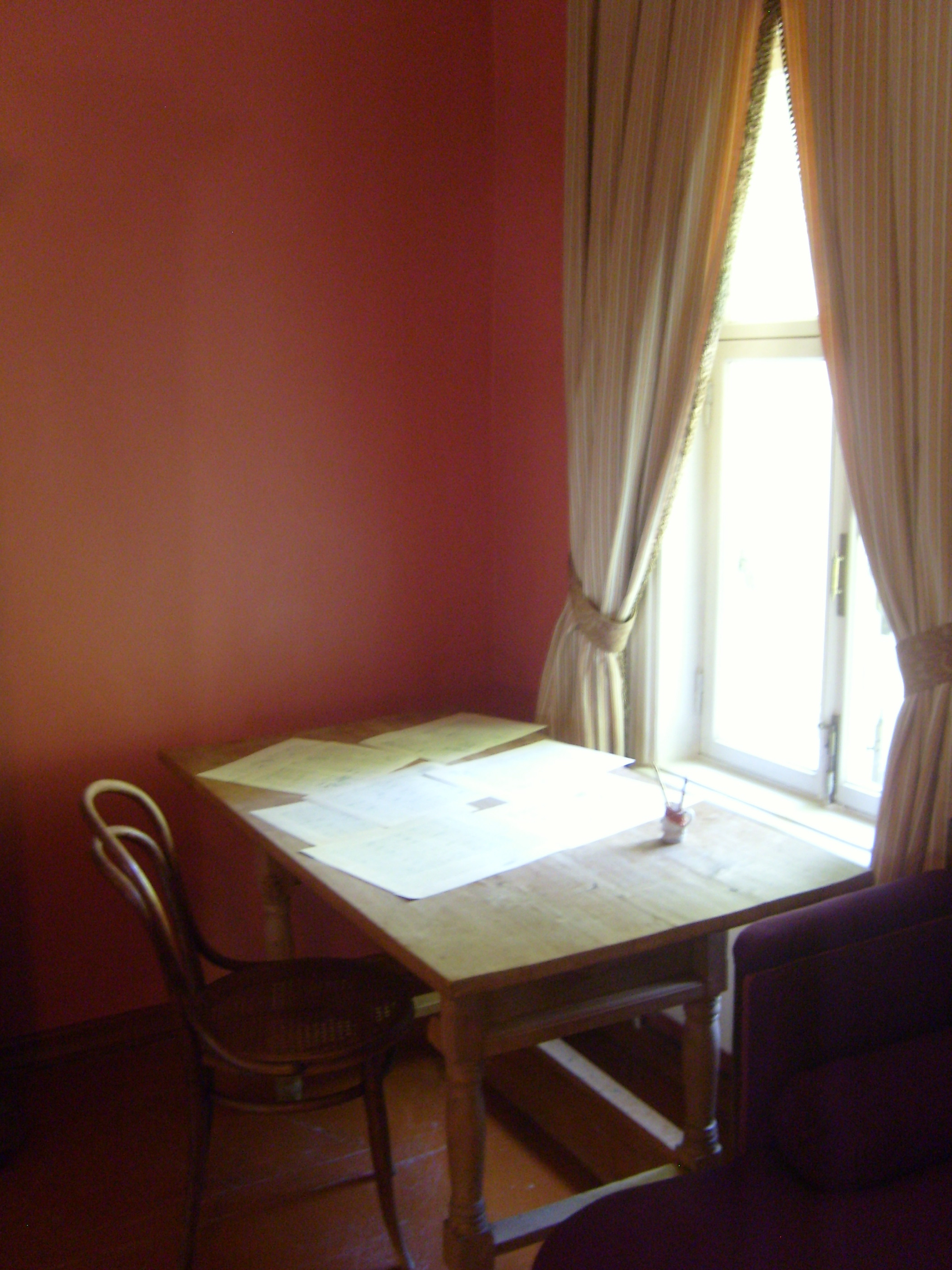
交響曲第6番が作曲されたテーブル（チャイコフスキーの家博物館）

チャイコフスキーは、1889年10月29日に、親友でありロシア音楽協会の総裁に同年就任していたロシア大公コンスタンチン・コンスタンチノヴィチへ次のような手紙を送った。
陛下が私のことをお尋ねくださったとの知らせは、私を非常に喜ばせました!!!
陛下の「小品」についてのご質問は、どのように理解すべきでしょうか。もしそれが、このような作品を作曲するよう私を間接的に励ましてくださる意図であれば、最初に機会が訪れ次第、それに取りかかるつもりです。
私はぜひとも、あたかも私の作曲家としての全経歴を締めくくるような壮大な交響曲を書き、それを陛下に献呈したいと願っております。そのような交響曲についての漠然とした構想は、以前から私の頭の中に漂っておりますが、この構想を実現するためには、多くの好都合な条件が整わねばなりません。

この意図を果たさぬまま死ぬことがないよう、願っております。
前年に交響曲第5番を書き上げ、初演したばかりのチャイコフスキーだったが、同作品については周囲に不満を漏らすなど必ずも満足しておらず、この手紙にあるように、既にこの時点で新たな交響曲の構想を持っていた。
その後着想を得た変ホ長調の交響曲（自身で『人生』というタイトルをつけていた）は、一部はオーケストレーションも始めていたが、甥のウラディーミル・ダヴィドフあての手紙で「本当に何も心に響かない、無意味な音の遊び」と述べるなど、出来ばえに満足出来ず1892年の秋には途中で破棄し、ピアノ協奏曲第3番に改作した（未完に終わる）。しかしこの「人生」というテーマは彼の中で引き継がれていたようで、1892年末から翌年の初めにかけてのドイツ・フランス・ベルギー旅行中に思い立ったアイディアが、一気に形となって作曲を開始する。

甥のダヴィドフには1893年2月11日に、チャイコフスキーは先述の破棄してしまった交響曲の話題に続けて、新しい交響曲に取り組み出したことを報告している。
…旅の途中、私は別の交響曲を思いついた。今度はプログラム交響曲だが、プログラムは誰にも謎のままだ。この交響曲のタイトルは、「プログラム交響曲（第6番）」。プログラムそのものは主観性に満ちたものであり、旅行中、頭の中で作曲しながら、私はしばしば大泣きした。帰国後、スケッチを書くために腰を下ろすと、作業は猛烈に早く進み、4日も経たないうちに第1楽章は完全にできあがり、残りの楽章もすでに頭の中ではっきりと輪郭が描かれていた。第3楽章はすでに半分できている。この交響曲の形式は新しいものが多く、とりわけフィナーレは騒々しいアレグロではなく、逆に長く引き延ばされたアダージョになるだろう。私の時間はまだ過ぎておらず、仕事はまだ可能だという確信に、私がどれほど至福を感じているかは想像できないだろう。もちろん、私の思い違いかもしれないが。このことはモデスト以外の誰にも言わないでほしい。
更に、この手紙の前日にはニジニ・ノヴゴロドに赴任していた弟のアナトリー・チャイコフスキーにも手紙を送っている。
来週の初め、火曜日か水曜日に行くよ。今回はとても短い滞在で、長くても3日間だ。今は新しい作品（＝交響曲第6番）のことで頭がいっぱいで、この仕事からなかなか離れらない。これは私がこれまでに作曲した中で最高の作品だと思っている。一刻も早く交響曲を完成させなければならない。他の仕事もたくさんあるし、ロンドンとケンブリッジへの旅も控えているからだ！
自身の創作力が枯渇していないという確信を得たチャイコフスキーは、甥への手紙通り2月4日に第1楽章のスケッチに着手し、9日には完成。その後も多忙な中3楽章、4楽章、2楽章と作業を急ピッチで進め、3月24日には全楽章のスケッチを完成させた。作業は実質3週間というハイペースである。
その後5月末から6月にかけてのドイツ・イギリス（弟への手紙にもある通りケンブリッジ大学での名誉博士号授与と、ロンドンで自身の交響曲第4番を指揮）訪問で作業は中断するが、帰国後の7月から8月25日までかけてオーケレストレーションを完成させ、同年10月16日（グレゴリオ暦では10月28日）、作曲者自身の指揮によりサンクトペテルブルクで初演された。あまりに独創的な終楽章もあってか、初演では当惑する聴衆もいたものの、先述するようにこの曲へのチャイコフスキーの自信が揺らぐことはなかった。

しかし「まだ私の創作力は衰えていない」というこの自信作の初演からわずか9日後、チャイコフスキーはコレラ及び肺水腫が原因で急死し、この曲は彼の最後の大作となった。

## 日本語における副題
副題の日本語訳に関しては諸説がある。曰く、チャイコフスキーがスコアの表紙に書き込んだ副題はロシア語で「情熱的」「熱情」などを意味する "патетическая"（パテティーチェスカヤ）である故に「悲愴」は間違いである、というものであるが、チャイコフスキーはユルゲンソンへの手紙などでは一貫してフランス語で「悲愴」あるいは「悲壮」を意味する"Pathétique" （パテティーク）という副題を用いていた ため、一概に誤りとは言えない。ベートーヴェンの『悲愴』ソナタも、作曲者自身によって付けられた副題はフランス語の "Pathétique" である。もっとも、その両者とも語源はギリシャ語の "Pathos"（パトス）であり、 "Passion"（受難曲） も同ギリシャ語に由来するものなので、ニュアンスとしては関連性がある。
いずれにしても、命名した時にはチャイコフスキー本人はあくまでもこの曲のイメージのみで発想したもので、死ぬ気や遺言などとして作曲したつもりもまったくなかった、とする研究もある。

## 楽器編成
| 木管 | 木管                       | 金管 | 金管 | 打    | 打                                   | 弦   | 弦 |
| ---- | -------------------------- | ---- | ---- | ----- | ------------------------------------ | ---- | -- |
| Fl.  | 3（3番はピッコロ持ち替え） | Hr.  | 4    | Timp. | ●                                    | Vn.1 | ●  |
| Ob.  | 2                          | Trp. | 2    | 他    | バスドラム,シンバル,タムタム（任意） | Vn.2 | ●  |
| Cl.  | 2                          | Trb. | 3    | 他    | バスドラム,シンバル,タムタム（任意） | Va.  | ●  |
| Fg.  | 2                          | Tub. | 1    | 他    | バスドラム,シンバル,タムタム（任意） | Vc.  | ●  |
| 他   |                            | 他   |      | 他    | バスドラム,シンバル,タムタム（任意） | Cb.  | ●  |

### ファゴットパートの一部をバスクラリネットに置き換える演奏上の慣例
第1楽章の一部（160小節の後半、譜例と試聴用サウンドファイル参照）で、ファゴットパートの4つの音をファゴットではなく編成外のバスクラリネットに演奏させることがしばしば行われる。バスクラリネットに置き換える理由としては、この部分に pppppp （ピアニッシシシシシモ）という極端な強弱記号が付されており、低音域をそのように小さな音で演奏するのはファゴットでは困難でバスクラリネットの方が適していること、またこの部分が同小節前半までのクラリネットの旋律を受け継ぐ形となっており、同族楽器のバスクラリネットで受け継ぐ方がファゴットで受け継ぐよりも音色的に旋律のつながりが良いことが挙げられる。
| バスクラリネットが使用される部分 （第1楽章154小節アウフタクト-160小節）                                |
| お使いのブラウザーでは、音声再生がサポートされていません。音声ファイルをダウンロードをお試しください。 |
| 青色で記した最後の4つの音は、しばしばファゴットに代えてバスクラリネットで演奏される。                  |

しかしチャイコフスキーはオーケストレーションの手腕を高く評価された作曲家であり、前作の『くるみ割り人形』ではバスクラリネットを使用していることから、交響曲第6番のこの場面であえてバスクラリネットでなくファゴットを指定したのには、その極端な音量指定を含め、音楽的な理由があるとも考えられる。この160小節目が提示部の終わりに相当することから、序奏の冒頭と提示部の終わりを同じファゴットに演奏させて音色的な統一感を持たせることを意図した楽器指定なのではないかとの見解や、この曲においてクラリネットとファゴットはそれぞれ孤独と絶望を象徴しており、孤独が絶望に転じるという意味を持たせた旋律の受け継ぎなのではないかとの解釈などが存在する。
なおチャイコフスキーは1886年発表のマンフレッド交響曲ではバスクラリネットを起用しているが、番号が付与された6つの交響曲では、バスクラリネットだけでなく、イングリッシュホルンやコントラファゴットも一貫して用いていない。チャイコフスキー自身は作曲中の8月14日（ユリウス暦8月2日。チャイコフスキーは日付を間違って3日と書いている）甥のウラディミール・ダヴィドフへ宛てた手紙において、「私はこの作品に満足しているが、まだ楽器の扱いについて不満な点が残っており思い通りにならない」と書いている。
ファゴットの4つの音のバスクラリネットへの置き換えを最初に行ったのは指揮者のハンス・リヒターだとされる。バスクラリネット以外の楽器に置き換える場合もあり、例えば指揮者の上岡敏之はコントラバスに演奏させている。

## 曲の構成
4つの楽章からなるが、その配列は原則とは異なっていて「急 - 舞 - 舞 - 緩」という独創的な構成による。
第1楽章の序奏における上行する3音（E - Fis - G）が、作品全体に循環動機として使われている。これは、そのままの形で登場するだけでなく、第1楽章の第2主題や、終楽章の第1主題・第2主題において逆行形で登場し、旋律主題を導き出すのに使われている。
演奏時間は約46分。（名曲解説全集：音楽之友社による）

### 第1楽章
Adagio - Allegro non troppo - Andante - Moderato mosso - Andante - Moderato assai - Allegro vivo - Andante come prima - Andante mosso 
序奏付きソナタ形式、ロ短調
本人が語ったようなレクイエム的な暗さで序奏部が始まる。序奏部は主部の第1主題に基づいたものである。やがて第1主題が弦（ヴィオラとチェロの合奏だが、両パートの奏者の半分のみでどこか弱弱しい）によって現れる。この部分は彼のリズムに関する天才性がうかがえる。木管と弦の間で第1主題が行き来しながら発展した後、休止を挟んで第2主題部へ入る。提示部の第2主題部はそれだけで3部形式の構造を取っており、その第1句は五音音階による民族的なものであるが、甘美で切ない印象を与える。3連符を巧みに使ったやはり淋しい主題の第2句をはさみ、再び第1句が戻り、pppppp という極端な弱音指定で、静かに提示部が終わる。
打って変わってffの全合奏でいきなり始まる展開部はアレグロ・ヴィーヴォで強烈で劇的な展開を示す。第1主題を中心に扱い、その上に第2主題第1句の音階を重ねていきクライマックスを形成していく。一端静まると、弦に第1主題の断片が現れ再現部を導入し、第1主題がトゥッティで厳しく再現される。再現部に入っても展開部の劇的な楽想は維持されたままで、木管と弦が第1主題の変奏を競り合いながら、そのままクライマックスの頂点に達する。ここで苦悩を強めた絶望的な経過部が押しとどめる様に寄せてきて、第1主題に基づいた全曲のクライマックスとも言うべき部分となり、ティンパニ・ロールが轟く中、トロンボーンにより強烈な嘆きが示される。やがてロ長調で第2主題が現れるが再現は第1句のみで、そのまま儚いコーダが現れるがもはや気分を壊さず、全てを諦観したような雰囲気の中で曲は結ばれる。
演奏時間は16分から17分（ムラヴィンスキー、マゼール、ネーメ・ヤルヴィ等）のものから25分以上（チェリビダッケ）のものまであるが、ほとんどの演奏が18分から20分である。

### 第2楽章
Allegro con grazia 
複合三部形式、ニ長調
4分の5拍子という混合拍子によるワルツ。スラブの音楽によく見られる拍子で、優雅でありながらも不安定な暗さと慰めのようなメロディーが交差する。中間部はロ短調に転調し、一層暗さに支配され、終楽章のフィナーレと同様の主題が現れる。
演奏時間は8分から9分程度。

### 第3楽章
Allegro molto vivace 
スケルツォと行進曲（A-B-A-B）、ト長調
8分の12拍子のスケルツォ的な楽想の中から4分の4拍子の行進曲が次第に力強く現れ、最後は力強く高揚して終わる。弟のモデストは、彼の音楽の発展史を描いていると語っている。
演奏時間は8分から10分。

### 第4楽章
Finale. Adagio lamentoso - Andante - Andante non tanto 
- 後述するように、自筆譜におけるチャイコフスキーの速度指定は Andante lamentoso

ソナタ形式的な構成を持つ複合三部形式、ロ短調
4分の3拍子。冒頭の主題は第1ヴァイオリンと第2ヴァイオリンが主旋律を1音ごとに交互に弾くという独創的なオーケストレーションが行われており、第2ヴァイオリンが右側に配置される両翼配置の場合、旋律が交互にステレオ効果で聴こえてくる音響上の試みである。なお、再現部では第1ヴァイオリンにのみ任され、提示部のためらいがちな性格を排除しているのも興味深い。音楽は次第に高潮し、情熱的なクライマックスを形作り、その後ピアニッシモでタムタムがなり、再現部の後は次第に諦観的となり、やがて曲は消えるように終わる。
演奏時間は9分から11分。晩年のレナード・バーンスタインがニューヨーク・フィルハーモニックを指揮した盤のように、17分以上かけている非常に遅い演奏もある。

## 第4楽章について

### 速度設定
1980年代後半になって、モスクワのロシア国立音楽博物館に保存されている自筆稿の研究が行われ、第4楽章の速度発想表記のほとんどがチャイコフスキーの筆跡ではないことが判明した。特にチャイコフスキーが元々冒頭に「アンダンテ・ラメントーソ（Andante lamentoso）」と書いており、そのアンダンテがペンで塗り潰されて第三者の筆跡で「アダージョ」と書き換えられていることは物議をかもした。
しかし、この自筆譜を基に1993年に刊行されたムジカ社（ユルゲンソン社の後身）／ショット社の新校訂版の校訂担当者で、ドイツの音楽学者でテュービンゲン大学教授のトーマス・コールハーゼは、「これらの第三者の書き込みによる変更は、チャイコフスキーの監修を経たオーセンティックなものと判断した」として注意書きを付したうえで従前のままにしている。具体的な理由には以下のようなものがある。
- チャイコフスキー自身が指揮した初演のプログラムは現存しており、ここで第4楽章は「アダージョ・ラメントーソ」と書かれている。
- 自筆譜には第三者が書き込んだ指示をチャイコフスキーが消して書き直したと判断できる部分や、チャイコフスキー自身が書き込んだ練習番号は、第三者による書き込みを避けるようにして書かれているように見えるなど、作曲者が目を通したことをうかがわせる形跡がある。
- チャイコフスキー自身が校正を確認済みだったピアノ四手用編曲版[24] の楽譜の表記と、これらの追加は基本的にほぼ同一で矛盾していない。

この第三者が何者かについてだが、コールハーゼはチャイコフスキー自身の手紙などから、チャイコフスキーの音楽院時代の教え子であるピアニスト兼作曲家のレフ・コニュスの可能性が高いと言及している。
- チャイコフスキーは1893年8月12日にユルゲンソンとタネーエフに「オーケストレーションが完成した」と手紙を書いているが、その中で総譜にはまだダイナミクスや速度表記、弦楽器の運弓などの書き込み作業が必要であることを記している。
- しかし翌週にサンクトペテルブルクに行く用事があり、ユルゲンソンとの約束で、ピアノ四手版もその締め切りに合わせて製作しなければならなかった。
- 8月16日に、チャイコフスキーはレフの兄でヴァイオリニスト兼作曲家のユーリに宛てて「ヴァイオリンを持って（二日後の）水曜日の朝の列車で来て、木曜の夕方帰れるか？」と電報を送り、この電文をユーリが手書きでコピーしたものが残っている。またチャイコフスキー自身が先のタネーエフやユルゲンソンへの手紙に「弦楽器のボウイング」「ピアノ4手版の確認」にコニュス兄弟の助力を仰ぐため来てもらうと記載している。

つまり、作業遅れを挽回するためコニュス兄弟を助手として総譜とピアノ版の作成作業を行い、ユーリが弦楽器のボウイング、レフがピアノ版を確認し、更に最終楽章の速度表記はピアノ版にチャイコフスキーが書いた指示をレフが総譜に転記し、後からチャイコフスキーがチェックしたうえで練習番号を入れるなどの仕上げを行ったのではないかという推論 である。なおチャイコフスキーの死の13日後、この曲が再演された際に指揮をしたエドゥアルド・ナープラヴニーク が、練習段階でのチャイコフスキーのメモや変更を書き込んだ可能性を指摘する説もある。
第三者の加筆を作曲者自身が承知していたのかどうかはともかく、それらがそのままユルゲンソン出版社に渡され、またチャイコフスキー自身が先述のロマノフ大公爵や甥のダヴィドフへの手紙で、終楽章については常に「アダージョ」と語っていたこともあって、自筆譜の研究が行われるまでこういった経緯が判明することはなかった。
アンダンテ・ラメントーゾの終楽章での世界初録音をしたウラジミール・フェドセーエフは、フレージングからしてアンダンテで演奏すべきであると指摘し「チャイコフスキーは深い「感傷」より、あっさりとした「感情」を表現したかったのでは」と述べている。また、ピアニスト兼指揮者のミハイル・プレトニョフは、「音楽の流れからすると、アンダンテの方が自然である」と述べている。
アンダンテ終楽章の「悲愴」のロシア初演は1990年4月4日にプレトニョフが、海外初演は同年10月にフェドセーエフがミュンヘンとフランクフルトで行っている。アンダンテ終楽章での日本初演は、チャイコフスキー没後100年の1993年6月20日にザ・シンフォニーホールで、同じくフェドセーエフが行っている。日本初演のコンサートは、『悲愴』初演時のプログラムを限りなく再現したコンサート（『悲愴』、ピアノ協奏曲第1番（ピアノ：タチアナ・ニコラーエワ）、モーツァルト：オペラ『イドメネオ』のバレエ音楽など）であった。
アンダンテ終楽章の録音はフェドセーエフが数回おこなっているが、いずれも10分から11分の間である。フェドセーエフの「アンダンテ」は、実際のところはムラヴィンスキー、マルティノン、カラヤン、ショルティ、アバドらの「アダージョ」に比べて1分から2分ほど遅い。SPレコード時代のもの（例えばメンゲルベルクの2種の録音など）のものに関しても演奏時間が少し速い傾向にあるが、SP盤に収めるためにスピードを速めて演奏している場合があるので、一概に同列には論じがたい。

### 記号について
テンポ以外でも、記号に関しても差異がみられる。ただし、テンポの場合同様にチャイコフスキー自身が記号の改訂にも承知していた可能性がある。
| 小節     | 出版譜                          | 自筆譜                               |
| -------- | ------------------------------- | ------------------------------------ |
| 楽章冒頭 | ＝54                            | なし                                 |
| 12       | rallentando                     | なし                                 |
| 16       | Andante. ＝69                   | なし                                 |
| 20〜22   | Adagio poco meno che prima ＝60 | なし                                 |
| 37       | Andante =76                     | なし                                 |
| 43       | poco animando                   | incalzando（ヴァイオリンi,ii）       |
| 46       | ritenuto                        | なし                                 |
| 47       | Tempo I                         | なし                                 |
| 51       | poco animando                   | poco animando（ヴァイオリンiにのみ） |
| 54       | ritenuto                        | rit.（ヴァイオリンiにのみ）          |
| 55       | Tempo I                         | なし                                 |
| 59       | poco animando                   | poco animando（ヴァイオリンiにのみ） |
| 61       | ritenuto                        | rit.（ヴァイオリンiにのみ）          |
| 62       | Tempo I                         | なし                                 |
| 67       | Animando                        | なし                                 |
| 73       | Piu mosso ＝96                  | Un poco stringendo                   |
| 77       | stringendo                      | Un poco stringendo                   |
| 79       | Vivace                          | なし                                 |
| 82       | Andante ＝76                    | Tempo I                              |
| 90       | Andante non tanto ＝60          | なし                                 |
| 109      | stringendo molto                | stringendo                           |
| 110      | なし                            | incalzando                           |
| 112      | なし                            | incalzando                           |
| 115      | なし                            | Poco piu mosso                       |
| 116      | Moderato assai ＝88             | なし                                 |
| 121      | incalzando                      | なし                                 |